# George Vertue
George Vertue (Londra, 1684 – Londra, 24 luglio 1756) è stato un incisore e antiquario inglese.

## Biografia

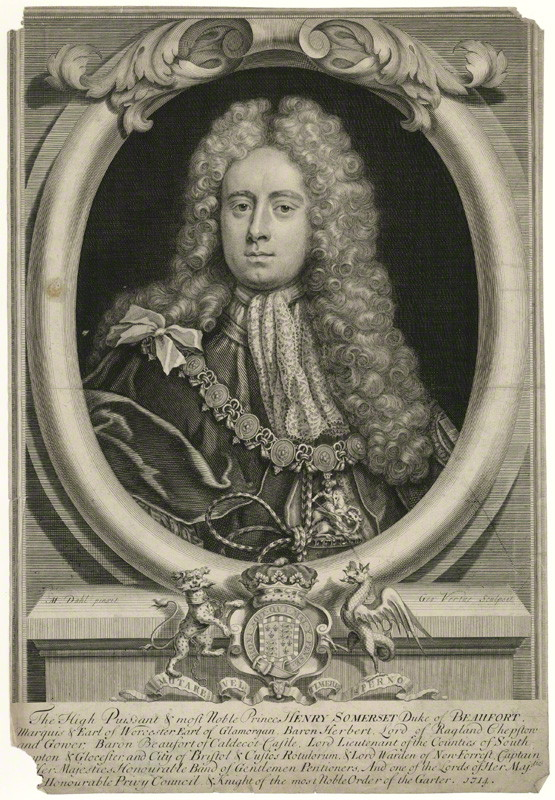
Ritratto di Henry Somerset, duca di Beaufort, da un dipinto di Michael Dahl

Nato a Saint Martin's-in-the-Fields (quartiere di Londra), all'età di tredici anni divenne apprendista presso un incisore di origine francese.
Lavorò per sette anni presso la bottega dell'incisore Michiel van der Gucht realizzando più di 500 incisioni di ritratti.
Nel 1711, figura tra i primi membri dell'Académie de Peinture Godfrey Kneller a Londra.
Nel 1717 divenne incisore ufficiale della Society of Antiquaries of London.
Fu membro del Rose and Crown Club, con William Hogarth, Peter Tillemans e altri artisti, che gli consentì di avere informazioni sugli artisti del circolo .
A partire dal 1713, Vertue divenne un ricercatore appassionato su tutto ciò che riguardava la storia dell'arte britannica, su cui scrisse quaranta volumi di appunti.
Vertue morì a Londra il 24 luglio 1756 e fu inumato all'Abbazia di Westminster.
Horace Walpole acquistò gli appunti di Vertue dopo la sua morte e da queste note, anche se in modo poco ordinato, Walpole scrisse il suo libro Aneddoti di pittura in Inghilterra (5 voll., 1762-1771).
Soltanto nel XX secolo venne pubblicato il testo originale di Vertue, da parte della Walpole Society.